# Ora di Roma
L'ora di Roma o GMT+0:50 è stato un fuso orario in anticipo di 50 minuti rispetto al fuso orario di Greenwich, esistito in diciassette delle attuali venti regioni italiane tra il 1866 e il 1893.

## Storia
Fu introdotto dal regio decreto 22 settembre 1866 n.3224 per regolare ferrovie, telegrafi e servizi postali e corrispondeva all'ora solare media del Campidoglio, nonostante la città fosse ancora parte dello Stato Pontificio, a maggior dimostrazione delle intenzioni espansionistiche sabaude verso di esso. Prima del decreto, il tempo non era materia statale e le singole città si regolavano per uso comune ancestrale. Le finalità della legge spiegano da sole perché le due isole maggiori, separate per natura dalle reti di trasporto nazionali, non siano state ricomprese nel provvedimento, e continuarono dunque a gestirsi tradizionalmente. 
L'ora di Roma fu abolita dal regio decreto 10 agosto 1893 n.490 allorquando, per coordinarsi a livello internazionale col dibattito scientifico sui nuovi fusi orari e rappresentando uno dei primi Stati ad operare in tal senso, il governo decise stavolta per tutta Italia di standardizzarsi sull'attuale tempo dell'Europa Centrale.